# شوسین
شوسین (به انگلیسی: Shu-Sin) یا شوسوئن (به انگلیسی: Shu-Suena) چهارمین پادشاه از دودمان سوم اور بود که در سال ۲۰۳۸پ.م پس از برادرش امرسین بر تخت نشست.
او دست به احیای پرستشگاه‌ها زد و تلاش‌های نظامی را هم پی گرفت. از جمله نبردهای او با قبایل اموری یا مرتو بود که بادیه نشینانی بودند که برای چراندن گله هایشان به قلمرو این پادشاه تجاوز می کردند.
شوسین با دربار انشان و زبشلی از دولت های فرمانروا در سرزمین کنونی ایران، بستگی های نزدیک خانوادگی برقرار کرد. پس از مرگ شوسین، پسرش ایبی سین به جای او شاه شد.

## کتابشناسی
- بروسیوس، ماریا، زنان هخامنشی، ترجمه هایده مشایخ، تهران، هرمس، ۱۳۸۳.
- قشقائی، حمیدرضا، گاهنمای ایلامیان، تهران، اوگان، ۱۳۹۰.
- کامرون، جرج، ایران در سپیده دم تاریخ، ترجمه ی حسن انوشه، تهران، علمی و فرهنگی، ۱۳۷۲.
- مجیدزاده، یوسف، تاریخ و تمدن بین النهرین، تهران، مرکز نشر دانشگاهی، ۱۳۷۶، جلد یکم.
- هینتس، والتر، دنیای گمشده ی ایلام، ترجمه ی فیروز فیروزنیا، تهران، علمی و فرهنگی، ۱۳۷۱.
- Kuhrt, Amelie, The Ancient Near East, London, Routlidge, 1997. Vol.1